# Avicularia avicularia
Avicularia avicularia är en spindelart som först beskrevs av Carl von Linné 1758.  
Avicularia avicularia ingår i släktet Avicularia och familjen fågelspindlar. Utöver nominatformen finns också underarten Avicularia avicularia variegata.